# Гагма-Кодори
Гагма-Кодори (груз. გაღმა კოდორი) — село в Грузии, на территории Абашского муниципалитета края (мхаре) Самегрело-Верхняя Сванетия.

## География
Село находится в западной части Грузии, на левом берегу реки Риони, на расстоянии приблизительно 4 километров (по прямой) к юго-западу от города Абаша, административного центра муниципалитета. Абсолютная высота — 15 метров над уровнем моря.

## Население
По результатам официальной переписи населения 2014 года в Гагма-Кодори проживало 259 человек (130 мужчин и 129 женщин). В национальном составе грузины составляли 100 %.
| Год  | Население, человек |
| ---- | ------------------ |
| 2002 | 310                |
| 2014 | ↘ 259              |